# Кантарелла (манга)
«Кантарелла» (яп. カンタレラ Кантарэра) — манга Ю Хигури, выходившая с марта 2001 по 2010 год в ежемесячном журнале Princess Gold и публиковавшаяся издательством Akita Shoten в формате танкобонов. Всего было выпущено 12 томов.
В России манга лицензирована и выпускается компанией Палма Пресс.

## Сюжет
Действие сюжета разворачивается вокруг Чезаре Борджиа, юноши, чья мать погибла при родах, а отец — развратный кардинал. С раннего детства его окружают призраки, сводящие его с ума. В такой сложной ситуации он стремится познать власть и могущество, угрожая погрузить родную Италию во тьму человеческих взаимоотношений.
По словам Ю Хигури она задумала нарисовать историю о Чезаре Борджиа ещё до того, как стала мангакой, а уже в процессе работы над ней специально посетила Италию.

## Персонажи манги
У главных героев манги есть свои исторические прототипы:
- Чезаре Борджиа является реальным политическим деятелем XV века.
- Папа Александр VI — отец Чезаре, кардинал Родриго Борджиа.
- Ванноцца деи Каттанеи — любовница кардинала, мать Хуана, Джоффре и Лукреции; исторически — мать Чезаре.
- Джованни Борджиа — единокровный брат Чезаре, выбранный их отцом чтобы наследовать герцогство Гандия.
- Лукреция Борджиа — единокровная младшая сестра Чезаре.
- Джулия Фарнезе — любовница кардинала после Ванноцы.
- Джованни Сфорца — итальянский дворянин, муж Лукреции.
- Джем — турецкий султан.
- Никколо Макиавелли — итальянский мыслитель; в манге он колдун со способностью превращаться в насекомое.

Название манги происходит от именования яда, который якобы использовали Борджиа для ликвидации своих врагов.

## Отзывы и критика
Обозреватель онлайн-журнала АниМаг отметила, что одним из главных достоинств манги является «изящная рисовка героев». По её словам «у Хигури утончённый графический стиль, её персонажи выглядят очень живо и экспрессивно», а их эмоции «переданы весьма убедительно».